# クリエンラハカ国立公園
クリエンラハカ国立公園（クリエンラハカこくりつこうえん、英語: Kurjenrahka National Park、フィンランド語: Kurjenrahkan kansallispuisto、スウェーデン語: Kurjenrahka nationalparkは1998年に設立された、フィンランド南西スオミ県にある面積28平方キロメートルの国立公園。

## 概要
国立公園の大部分はボグであるが、原生林もあり、その一部は150年以上管理がなされていない。クリエンラハカで生息する動物は主にオオヤマネコだが、ヒグマやオオカミも見られ、国立公園内またはその近くに住むことがわかっている。地域内にある道は300キロメートル以上に上る。
中世では地方の教区の共同領だったクリエンラハカの森は1800年代初期に2人の領主に購入されたが、財政難に陥ったため19世紀末までに売却された。彼らは売却する前に伐採を行って通行を容易にしたが、沼地の真ん中にある島などでは伐採が行われなかった。